# Selaginella guatemalensis
Selaginella guatemalensis är en mosslummerväxtart som beskrevs av Bak.. Selaginella guatemalensis ingår i släktet mosslumrar, och familjen mosslummerväxter. Inga underarter finns listade i Catalogue of Life.